# (13188) Okinawa
(13188) Okinawa ist ein Asteroid des Hauptgürtels, der am 3. Januar 1997 vom japanischen Astronomen Naoto Satō (* 1953) an der Sternwarte in Chichibu (IAU-Code 369) im Westen der Präfektur Saitama in Japan entdeckt wurde.
Der Asteroid wurde am 30. Januar 2010 nach der japanischen Präfektur Okinawa benannt.